# فرناندو زامورا موراليس
فرناندو زامورا موراليس هو موظف مدني وتاجر ومدرس وسياسي مكسيكي، ولد في 30 مايو 1961 في تولوكا في المكسيك. نشط حزبياً في الحزب الثوري المؤسساتي. وقد انتخب عضو مجلس النواب المكسيك ‏.